# Хамбало
Хамбало (исп. Jambaló) — город и муниципалитет на юго-западе Колумбии, на территории департамента Каука. Входит в состав Восточной провинции.

## История
Поселение, из которого позднее вырос город, было основано 23 августа 1770 года. Муниципалитет Хамбало был выделен в отдельную административную единицу в 1904 году.

## Географическое положение
Город расположен в восточной части департамента, в горной местности Центральной Кордильеры, на расстоянии приблизительно 41 километра к северо-востоку от города Попаян, административного центра департамента. Абсолютная высота — 2597 метров над уровнем моря.
Муниципалитет Хамбало граничит на северо-западе с территорией муниципалитета Калото, на западе — с муниципалитетами Сантандер-де-Киличао и Кальдоно, на юге — с муниципалитетом Сильвия, на востоке — с муниципалитетом Паэс, на северо-востоке — с муниципалитетом Торибио. Площадь муниципалитета составляет 254 км².

## Население
По данным Национального административного департамента статистики Колумбии, совокупная численность населения города и муниципалитета в 2015 году составляла 17 590 человек.
Динамика численности населения муниципалитета по годам:
| 2005   | 2006   | 2007   | 2008   | 2009   | 2010   | 2011   | 2012   | 2013   | 2014   | 2015   |
| ------ | ------ | ------ | ------ | ------ | ------ | ------ | ------ | ------ | ------ | ------ |
| 14 625 | 14 861 | 15 111 | 15 378 | 15 661 | 15 946 | 16 258 | 16 574 | 16 901 | 17 236 | 17 590 |

Согласно данным переписи 2005 года мужчины составляли 51,3 % от населения Хамбало, женщины — соответственно 48,7 %. В расовом отношении индейцы составляли 99,3 % от населения города; белые и метисы — 0,6 %; негры, мулаты и райсальцы— 0,1 %.
Уровень грамотности среди всего населения составлял 78,4 %.

## Экономика
Основу экономики Хамбало составляет сельское хозяйство.
62,3 % от общего числа городских и муниципальных предприятий составляют предприятия торговой сферы, 23,8 % — предприятия сферы обслуживания, 6,9 % — промышленные предприятия, 7 % — предприятия иных отраслей экономики.